# German, Isle of Man
German (manx: Carmane) är en parish på Isle of Man.Den ligger på den västra delen av Isle of Man, 16 km nordväst om huvudstaden Douglas. German ligger på ön Isle of Man. Orten St John's ligger till större delen i German.